# Saint-Genès-Champanelle

Saint-Genès-Champanelle este o comună în departamentul Puy-de-Dôme, Franța. În 1 ianuarie 2022 avea o populație de 3.974 de locuitori.